# Nowy Wiśnicz-Lipnica (gmina)

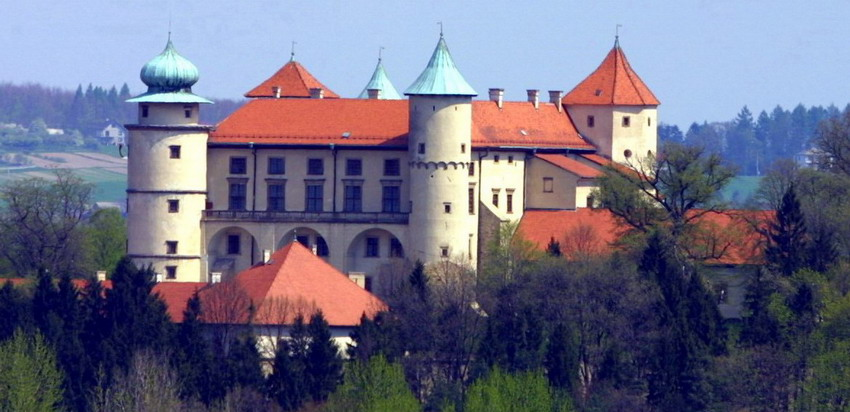
Zamek w Nowym Wiśniczu

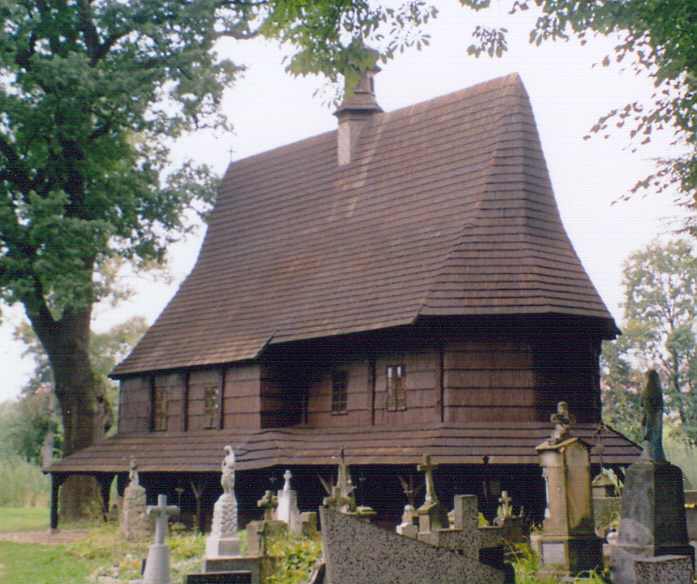
Kościół w Lipnicy Dolnej

Nowy Wiśnicz-Lipnica (1934–54 i od 1982 gminy Nowy Wiśnicz i Lipnica Murowana) – dawna gmina wiejska istniejąca w latach 1976–1982 w woj. tarnowskim (dzisiejsze woj. małopolskie). Siedzibą władz gminy był Nowy Wiśnicz.
Gmina została utworzona w dniu 1 lipca 1976 roku w woj. tarnowskim przez połączenie dwóch gmin:
- gminy Nowy Wiśnicz – Kobyle, Kopaliny, Królówka, Leksandrowa, Łomna, Muchówka, Nowy Wiśnicz, Olchawa, Połom Duży, Stary Wiśnicz i Wiśnicz Mały;
- gminy Lipnica Murowana – Borówna, Chronów, Lipnica Dolna, Lipnica Górna, Lipnica Murowana i Rajbrot.

1 października 1982 gmina Nowy Wiśnicz-Lipnica została zlikwidowana. Z części gminy Nowy Wiśnicz-Lipnica utworzono gminę Lipnica Murowana (sołectwa Borówna, Lipnica Dolna, Lipnica Górna, Lipnica Murowana i Rajbrot), a pozostałe tereny gminy przemianowano na gminę Nowy Wiśnicz. Tak więc w praktyce obie gminy sprzed komasacji w 1976 roku (Nowy Wiśnicz i Lipnica Murowana) zostały w 1982 roku odtworzone, jednakże tylko gmina Nowy Wiśnicz zachowała prawną ciągłość po gminie Nowy Wiśnicz-Lipnica. Jedynie Chronów, należący w latach 1973–76 do gminy Lipnica Murowana, zmienił przynależność gminną do gminy Nowy Wiśnicz po 1982.